# 哈尔滨工业高等专科学校

## 校史
1950年8月5日，东北电器工业管理局艺徒培训班正式开学成立，校址在沈阳市，后改称东北电器工业管理局技工学校。1953年迁至哈尔滨市，更名为哈尔滨电器技工学校，同年更名为第一机械工业部哈尔滨第一工人技术学校。1956年更名为电机制造工业部哈尔滨电机工人技术学校，校址在哈尔滨市道里区新阳路。
1958年经第一机械工业部第八局批准，原哈尔滨电机工人技术学校改为中专，定校名为哈尔滨第一电机制造学校。
1973年5月21日，经黑龙江省革命委员会生产指挥部批准，恢复哈尔滨电机制造学校并于当年招收工农兵学员。
1983年，哈尔滨电机制造学校改为哈尔滨机电专科学校，隶属第一机械工业部。1993年，更改校名为哈尔滨工业高等专科学校。1995年，与哈尔滨科学技术大学、哈尔滨电工学院合并为哈尔滨理工大学，为哈尔滨理工大学工业技术学院。